# Scharten
Scharten település Ausztriában, Felső-Ausztria tartományban, az Eferdingi járásban. Tengerszint feletti magassága 397 méter, területe 17,5 km².

## Elhelyezkedése
Scharten Fraham, Alkoven, Buchkirchen, Wallern an der Trattnach és Sankt Marienkirchen an der Polsenz településekkel határos.

## Népesség
| 2016 | 2 267 |
| 2018 | 2 252 |